# Mural del País Valencià
Mural del País Valencià és l'obra poètica més extensa de Vicent Andrés Estellés. Està formada per vint-i-set llibres, recollits en tres volums, i es publicà pòstumament el 1996. L'obra és un cant i un recorregut per la història, el paisatge, els pobles, la gent i la cultura del poble valencià.

## Procés d'elaboració
La idea d'aquesta obra va ser impulsada pel context esperançador que hi havia al final del franquisme.
S'inspirà en Canto general de Pablo Neruda, obra en la qual homenatja Amèrica Llatina, i a qui dedica un poema al primer volum del Mural. Fins i tot, Estellés mencionà que durant la redacció del Mural l'acompanyaven un retall de periòdic de l'escriptor xilè i un de Charles Baudelaire, el Guernica de Pablo Picasso, el cartell del Congrés de Cultura Catalana de Joan Miró i el record dels murals de David Alfaro Siqueiros i de Diego Rivera. A més, la visita a molts pobles del País Valencià per a homenatges o recitals, moltes vegades acompanyat d'Ovidi Montllor, li va donar l'oportunitat de conèixer molt millor les terres valencianes.

El Mural del País Valencià el començà a escriure a la casa de la platja que tenia al Perelló, a la Ribera del Xúquer. La major part de l'obra la va escriure entre 1974 i 1978 i es coneix que Declaració de principis l'escrigué el desembre de 1974. A més, ja el 1983 a Poemes preliminars feia referència al Mural en el seu primer poema: «als cinquanta anys de la meva vida, / quan davallen les aigües, tèrboles, pels espills, / molt modestament inicie aquest cant.». Mentrestant, va publicant altres poemaris, el 1978 publica un primer fragment del Mural, Lletra al pintor valencià Josep Renau, i més endavant també en va publicar d'altres com Document de Morella, Poemes preliminars o Cants a València. 

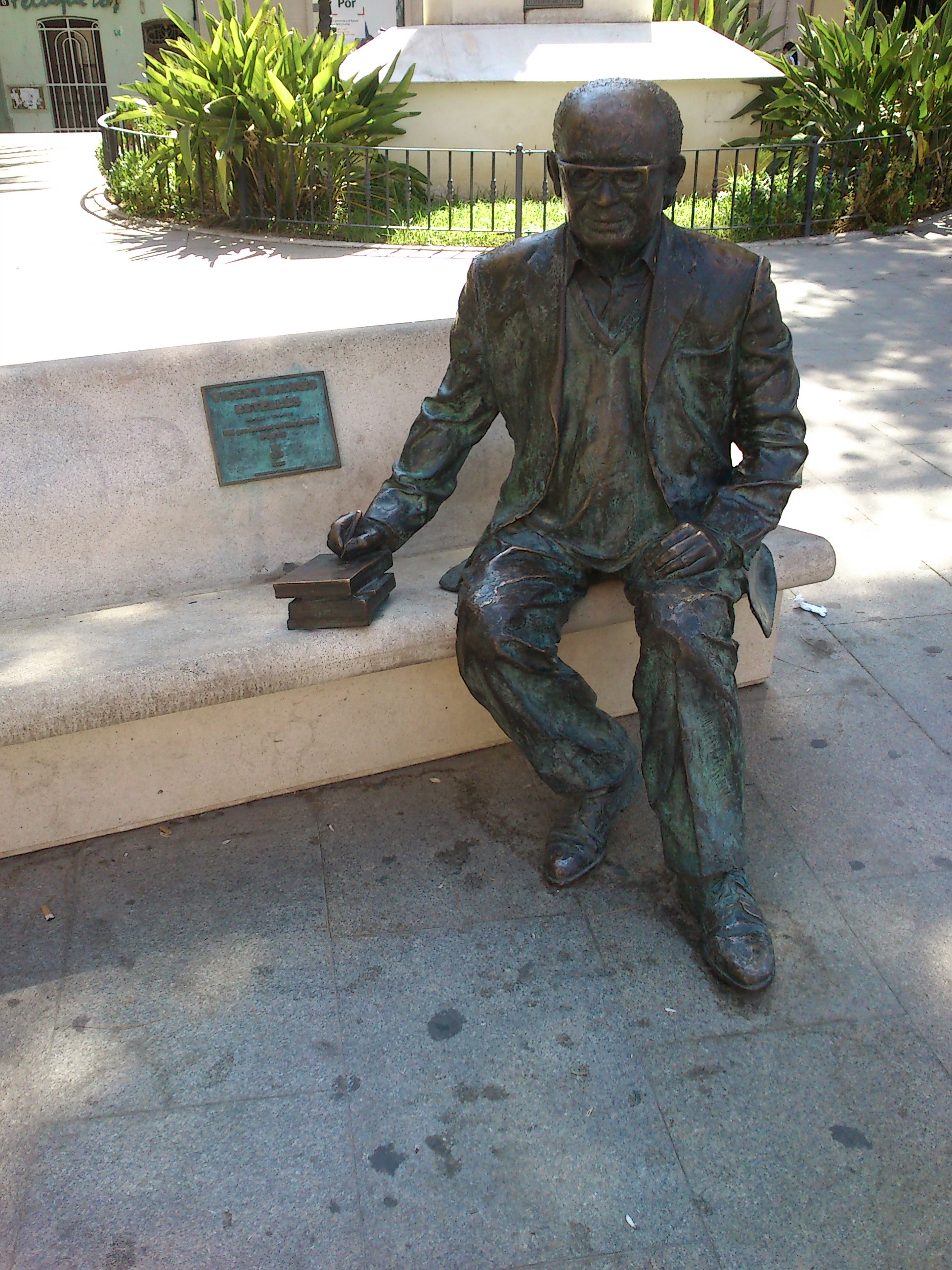
Estàtua d'Estellés a Burjassot.

Tot i ser una obra inacabada, el Mural es converteix en l'obra més ambiciosa i la més desitjada per a Estellés i així ho anuncia a Declaració de principis: 
res no em pot complaure tant com acabar la meua vida, 
el meu obscur treball,
enllestint el cant general del meu País,
[...]
tot el que he fet al llarg dels anys
no ha estat altra cosa 
que una lenta, amorosa, minuciosa preparació 
per aquest moment, 
per aquest llibre, 

per aquest cant.
I, també: 
em permetreu que mire la meua llarga feina de molts anys, 
deixant, com el raïm, 
els meus molt pobres versos, 
fins que ha arribat el dia de la feina major i més bella: 

aquest cant general

## Temàtica
En aquesta obra poètica apareixen els temes habituals de la poesia d'Estellés: l'amor, la mort, el sexe, la fam i la política. Però, aquí, aquests temes tenen com a eix vertebrador el poble valencià, el qual és descrit i homenatjat des de diferents perspectives (pintura, música, literatura, història, naturalesa, etc.). Els poemes de Declaració de principis suposen un resum del que serà tota l'obra.
Per a crear el mural de tot el País Valencià, retrata les comarques i els pobles. A alguns pobles com Alzira, Xàtiva, Elx, Alcoi, Borriana o Morella els dedica llibres sencers; en canvi, dedica algun poema a gairebé tots els pobles del País Valencià —alguns pobles van quedar pendents perquè no va poder acabar l'obra— en sèries com Canten els pobles, Es desperta la terra, Els pobles, Nits del País Valencià, L'amor nocturn o València. Descriu els pobles i la seva gent a través de la seva vida quotidiana, atès que l'autor exalta la vida a través de les coses i els actes més humils.
El primer volum del Mural comença amb Declaració de principis, conjunt que suposa un resum del que serà tota l'obra, i tracta temes com la ciutat de València, Jaume I, els rius, les muntanyes, els sants, els traïdors, les flors o els pintors. El segon volum parla de fets històrics, pintors, Joan Peset, persones anònimes... Però aquest volum se centra sobretot en els pobles valencians. El tercer volum inclou poetes, polítics, el guerrer de Moixent, pobles, etc. 
Entre tots aquests temes, l'escriptor escriu sobre personatges com Jaume I, Ausiàs March, el Papa Luna, Vicent Peris, Lluís del Milà, Miguel Hernández, Raimon, Isabel de Villena, Melcior Gomis, Josep Renau, els agermanats, els maulets, Joan Baptista Peset, sant Vicent Ferrer, Miquel Grau…

## Estructura
El Mural del País Valencià té prop de dues mil pàgines, estructurades en vint-i-set llibres i que s'han dividit en tres volums (nou llibres cadascun): Naixement d'un poble, Un poble en marxa i Sentiment de país.
Estellés va deixar poques notes sobre com s'havia de presentar l'obra. Va deixar escrit en un manuscrit que s'havia de dividir l'obra en tres volums i que els dos primers s'havien d'anomenar Naixement d'un poble i Un poble en marxa. El tercer títol, Sentiment de país, és el d'un dels llibres que inclou i que trià Jaume Pérez Montaner en la preparació de l'obra. També va deixar escrit un índex basat en els primers llibres que escrigué del Mural, ja que només apareixien la meitat dels llibres de l'obra definitiva. Fins i tot, apareixen a l'índex alguns llibres que, explica Pérez Montaner, després no es van redactar o no s'han trobat. D'entre aquests, alguns segurament van canviar de títol, ja que coincideixen amb el contingut d'alguns poemes inclosos a l'obra. A banda de l'índex i les poques notes que va deixar escrites, els llibres que no apareixem mencionats s'han mantingut en l'ordre en què els va deixar el poeta i els poemes solts s'han inclòs dins els llibres amb la mateixa temàtica.

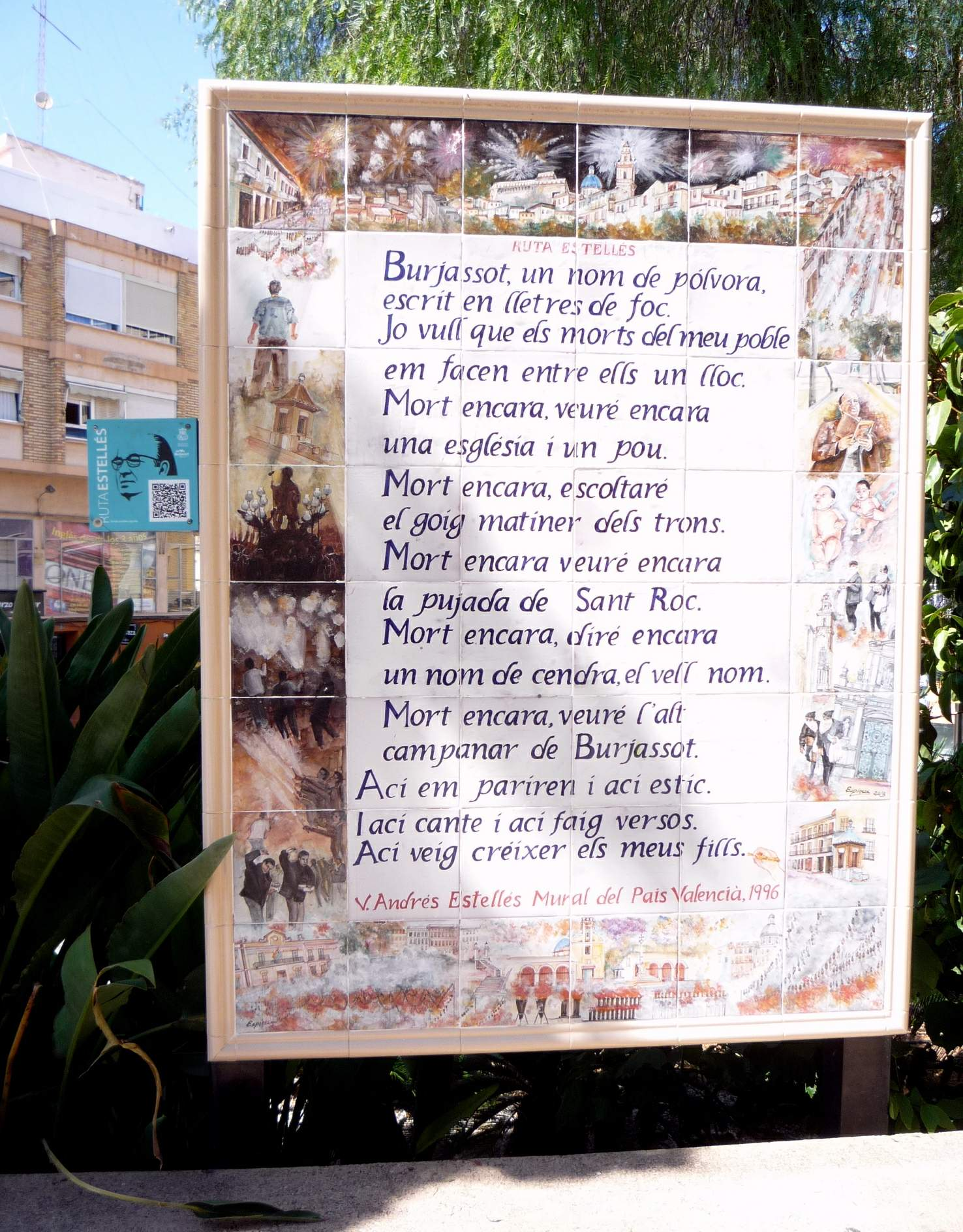
Panell d'un poema de Mural del País Valencià a Burjassot.

Pensant en el conjunt de l'obra, un 43 % dels poemes estaven mecanografiats, un 39 % eren manuscrits i un 18 % s'havien publicat anteriorment. D'aquest darrer 18% de poemes s'ha de dir que al Mural del País Valencià s'han incorporat poemes solts i parts importants que formaven part d'obres ja publicades i, també, poemaris sencers. Les obres afegides íntegrament són: Lletra al pintor valencià Josep Renau, El procés, Ofici permanent a la memòria de Joan B. Peset que fou afusellat a Paterna el 24 de maig de 1941, Document de Morella, Llibre de Dénia, Cants a València, Ram diürn, Canals i Llibre d'Alzira.
Els vint-i-set llibres que formen Mural del País Valencià són:

### Volum I:Naixement d'un poble
- Llibre I
  - Declaració de principis
  - Cantata inicial del País Valencià
  - Cants a València

- Llibre II
  - Consideracions murals
  - Cant unitari
- Llibre III
  - Els rius
  - Llibre d'aigua
- Llibre IV
  - Un plat, senzillament
  - Plateret de terra
  - Llibre de les pedres
  - Cançó del dia i les muntanyes
  - Creixien les mans
  - Muntanyeta dels sants
- Llibre V
  - Retaule del centenari de la Ploma, vist des de Londres
  - Què us ha passat valencians
  - A Miquel Grau
  - Un jorn tan clar
- Llibre VI
  - Llibre del dret a l'alegria
  - Llibre dels bons propòsits
  - Llibre dels Sants
  - Llibre de l'escut
  - Retrobe les arrels
- Llibre VII
  - Episodis personals
  - Episodi de Llíria
  - Salutació de qui voldria ser optimista i ho és, més o menys, segons es mira
  - Valencians que han traït el nostre poble
- Llibre VIII
  - Llibre dels pintors
  - Ram de vidres
- Llibre IX
  - Cançó del rei Jaume I
  - Cantata del rei Jaume I des d'Alzira
  - Elegia al palau dels reis de València
  - Ram diürn

### Volum II:Un poble en marxa
- Llibre X
  - Poble
  - La veu del poble
  - Un poble en marxa
- Llibre XI
  - Es desperta la terra. Pobles
- Llibre XII
  - Nits del País Valencià
  - Retaule de les mans
  - Establiment solar
- Llibre XIII
  - Ací han ocorregut coses
  - Coral de Melcior Gomis
  - Ofici permanent a la memòria de Joan B. Peset, que fou afusellat a Paterna el 24 de maig de 1941
  - Lletra al pintor valencià Josep Renau
- Llibre XIV
  - Llibre de la música
  - Temps a/de Benimodo
- Llibre XV
  - Llibre dels amics anònims
  - Canals
- Llibre XVI
  - València. Canten els pobles (I)
  - València. Canten els pobles (II)
  - València. Canten els pobles (III)
- Llibre XVII
  - Canta el País
  - Les remoroses soledats
  - Sagunt
- Llibre XVIII
  - Els pobles. L'amor nocturn

### Volum III:Sentiment de país
- Llibre XIX
  - Llibre dels poetes
  - Burjassot
  - Les exclamacions
- Llibre XX
  - Sentiment de País
  - Llibre de la saviesa
  - Als polítics
- Llibre XXI
  - Cants temporals
  - Odes temporals
- Llibre XXII
  - Llibre de Dénia
  - Alcoi
- Llibre XXIII
  - Llibre d'Elx
  - Alba d'Altea
  - Alacant
  - Oriola
  - Pobles de Sol
- Llibre XXIV
  - Llibre de Peníscola
  - Morella
  - Llibre de Borriana
- Llibre XXV
  - Llibre de Gandia
  - Llibre d'Alzira
- Llibre XXVI
  - Xàtiva
  - Llibre del Puig
- Llibre XXVII
  - Epístola d'urgència a Miguel Hernández
  - Dic el teu nom, Carles Salvador
  - Albades
  - Tempteigs del Guerrer de Moixent
  - Festes bucòliques
  - Darrers poemes de la Cordovesa
  - Llibre de les invocacions
  - Mural, mural
  - Testament

## Estil
Estellés pretén escriure aquest cant de manera senzilla perquè arribi a tothom. Per fer-ho, així com situa molts dels seus poemes en escenes de la vida quotidiana, també utilitza un llenguatge col·loquial perquè la seva poesia sigui entesa i sentida per qualsevol persona. Però el llenguatge i l'estil no només es caracteritza per la seva col·loquialitat, sinó també per la influència de la tradició literària d'Ausiàs March, Jordi de Sant Jordi, Roís de Corella, Jaume Roig o Joanot Martorell i també d'autors contemporanis com Salvador Espriu. D'entre aquests escriptors, destaca Ausiàs March, el major referent per a Estellés i que és present al llarg de tota la seva obra poètica. A més, la influència d'aquests escriptors no solament es reflecteix en la seva escriptura, sinó que apareixen en alguns poemes com a menció o com a protagonistes.
Deixant de banda els poemes en què descriu el paisatge, són freqüents en la seva poesia les referències a elements de la naturalesa, d'entre els quals destaca la terra. La terra no només l'usa com a element natural, sinó que, mitjançant la metonímia, també es refereix al poble (o classe obrera) i al país. També utilitza altres recursos literaris com l'anàfora, l'anacronisme, la metàfora o l'al·legoria. Endemés, un recurs singular que Estellés empra ocasionalment és el d'acabar alguns dels seus poemes amb un exabrupte, uns versos molt directes i amb un llenguatge groller, que trenca amb el to que s'havia construït al llarg del poema.
Marcat per la mort del dictador Franco i els primers anys de democràcia, el Mural transmet l'optimisme i les esperances en el futur i que es reflecteixen sobretot en Llibre del dret a l'alegria. Un tret de la poesia d'Estellés és la descripció dels petits detalls per a ambientar les situacions o els personatges. Molts poemes reivindiquen gaudir dels plaers terrenals, especialment el menjar i el sexe i, per contra, altres descriuen ambients esperpèntics o marginals.

## Interpretació
Mural del País Valencià és un cant testimonial i èpic que ha estat comparat amb les obres de Pablo Neruda i Walt Whitman. Amb aquesta obra, el poeta fa un recorregut pel passat, el present i el futur de les terres valencianes. Així, dedica poemes a diferents fets històrics i personatges de la història, la cultura i la societat valenciana per recordar allò que uneix el País Valencià; parla del present quan retrata els pobles i la seva gent, el paisatge o la petjada de la guerra civil i de la dictadura i, per acabar, el futur apareix amb els anhels de llibertat que desitgen tant la població com ell mateix.
Estellés no vol fer de l'obra un simple catàleg de la seva terra, sinó que pretén mostrar-la des d'una perspectiva personal i emotiva. Utilitza els seus records i les seves experiències com a pretext per parlar d'una veu compartida. Vol ser un altaveu de la col·lectivitat, però sense renunciar a seguir formant part del poble, «un entre tants» com s'ha identificat sovint en la seva poesia. Així, el poeta esdevé el cronista del seu temps, de les alegries i dels patiments de la gent, i deixar aquesta obra com a llegat per al seu poble.